# Andy Bell (chanteur)
Pour les articles homonymes, voir Bell et Andy Bell.
Andy Bell, de son vrai nom Andrew Ivan Bell, est un auteur-compositeur-interprète britannique né le 25 avril 1964 à Peterborough dans le Cambridgeshire. Il est surtout connu depuis 1985 pour être le chanteur et le parolier du groupe Erasure au sein duquel il enregistre 17 albums, contribuant également à la composition des mélodies. Depuis 2005, tout en continuant à enregistrer et à chanter avec Erasure, il mène en parallèle une carrière solo en sortant six albums sous son nom.
Andy Bell commence sa carrière musicale en 1984 avec un groupe amateur dénommé Dinger, puis forme un an plus tard le duo Erasure avec l'ex-membre fondateur de Depeche Mode, Vince Clarke, co-écrivant avec lui 17 albums en tant qu'Erasure, groupe qui remporte le Brit Award du « meilleur groupe britannique » de l'année 1989 et sera plusieurs fois récompensé ou nommé par la suite.
Doté d'une voix puissante et androgyne, Andy Bell reçoit durant l'enfance une formation au chant dans une chorale paroissiale. Adulte, il montrera un goût pour le chant lyrique, notamment en 1991, en prenant part à l'album opéra-rock The Fall of the House of Usher de Peter Hammill, ainsi qu'en 2011, en participant à l'émission de téléréalité Popstar to Operastar sur ITV.
Amateur de voix noires américaines des années 1960 et 70, Andy Bell s'inspire aussi de la soul, du gospel, du disco et du RnB pour une bonne partie de ses interprétations et, lors des tournées d'Erasure, il s'entoure principalement de choristes noires. Lors des sessions d'enregistrement en studio, Andy Bell assure généralement seul ses chœurs et construit lui-même ses propres harmonies en superposant plusieurs enregistrements de sa voix.
Ouvertement homosexuel, et déclaré séropositif au VIH en 1998, Andy Bell  milite en faveur de la reconnaissance des droits des personnes LGBT et reste considéré comme une icône gay au Royaume-Uni. Depuis 2012, il réside aux États-Unis, en Floride, avec son compagnon actuel, Stephen Moss, après plus de vingt ans passés avec son ancien compagnon et manager, Paul Hickey.

## Biographie

### Jeunesse et débuts musicaux (1964-1984)
Originaires d'un milieu ouvrier, les parents d'Andy Bell se sont rencontrés dans un bus à Peterborough et se marient très jeunes : à sa naissance, le 25 avril 1964, sa mère a seulement 17 ans et son père, 19. Andy devient l'aîné d'une fratrie de six enfants, comptant quatre sœurs (Karen, Elaine, Diane et Alison) et un frère (Gary). Durant plusieurs années de son enfance et de son adolescence, il est enfant de chœur dans une église ; une expérience dont il gardera les bases du chant et la maîtrise de son souffle.
En 1983, lui-même âgé de 19 ans, Andy quitte sa ville natale de Peterborough pour s'installer à Londres où il vit de divers petits jobs (serveur, préparateur dans une sandwicherie…), en compagnie de sa petite amie, Marion. Il ne peut cependant cacher à cette dernière son intérêt pour les garçons. Une expédition dans un club gay, initiée par Marion elle-même, eut raison de leur relation amoureuse et conduisit Andy Bell à vivre ouvertement son homosexualité. Les deux années qui suivirent, Andy Bell se retrouve quasiment sans domicile fixe, bénéficiant temporairement de l'hospitalité de ses compagnons successifs.
En dépit de ses emplois alimentaires, Andy Bell reste vivement attiré par le chant et le monde de la musique. En répondant à une annonce d'un magazine musical local, il intègre en 1984 un groupe du nom de The Void, qu'il quitte assez rapidement en compagnie du bassiste du groupe, Pierre Cope, avec lequel il forme un duo, Baume, vite rebaptisé en Dinger. Quelques chansons sont enregistrées en tant que Dinger et un 45 tours, Air of Mystery, paraît en une centaine d'exemplaires. Cependant, en l'absence de public, sans maison de disques ni aucun concert planifié, Andy commence à s'ennuyer et se met en recherche d'un autre groupe. 

### Erasure (depuis 1985)
Fan d'Alison Moyet et de la carrière de Vince Clarke au sein de Depeche Mode puis de Yazoo, Bell répond à une annonce anonyme lue dans le Melody Maker, sans savoir qu'elle émanait de Vince Clarke lui-même qui cherche alors un nouveau chanteur. Trente-sixième candidat auditionné, en avril 1985, Andy Bell est finalement sélectionné pour devenir le chanteur d'un groupe encore sans nom ni répertoire. Après quelques mois de flottement, Mute Records leur alloue un studio et un revenu pour enregistrer un premier album. Pendant l'été 1985, le nom Erasure est trouvé et l'album Wonderland est enregistré au cours de l'automne. C'est aussi durant cette même année qu'Andy Bell rencontre Paul Hickey, qui devient son compagnon pendant vingt ans ainsi que son manager personnel.

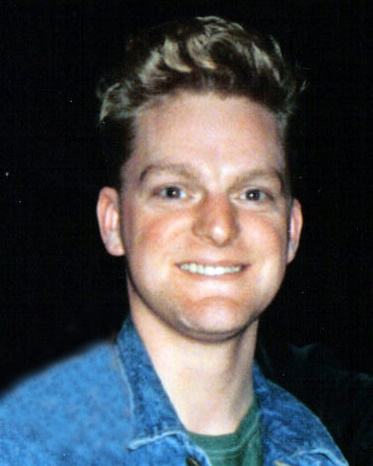
Andy Bell en 1986

Les huit premières années d'existence d'Erasure (de 1986 à 1994) seront les plus prolifiques et les plus couronnées de succès, permettant au groupe de cumuler six albums disques de platine et numéros 1 des ventes au Royaume-Uni (The Circus (1987), The Innocents (1988), Wild! (1989), Chorus (1991), Abba-esque (1992), Pop! The First 20 Hits et I Say I Say I Say (1994)) ainsi qu'une vingtaine de tubes parmi lesquels on trouve les chansons qui restent encore les plus connues du répertoire d'Erasure : Oh l'amour, Sometimes, Victim of Love, Ship of Fools, A Little Respect, Stop!, Drama!, Blue Savannah, Star, Chorus, Love to Hate You et Always. À partir de 1995, les ventes d'Erasure faiblissent et très peu de leurs singles suivants rencontreront un véritable écho dans le grand public européen, hormis Solsbury Hill (une chanson de Peter Gabriel) extraite de l'album de reprises Other People's Songs (2003), ainsi que Breathe sur l'album Nightbird (2005). Toujours actif par la suite, le duo Erasure concentrera l'essentiel de sa carrière dans les pays où il avait rencontré le succès durant sa grande époque, c'est-à-dire au Royaume-Uni, dans quelques pays européens (Allemagne, Irlande, Danemark et Suède) ainsi qu'en Amérique du Sud (Argentine et Chili notamment), mais passera plutôt inaperçu dans le reste du monde.
Bien qu'hétérosexuel, Vince Clarke, laisse au chanteur Andy Bell une entière liberté pour afficher ouvertement son homosexualité militante en concert, que ce soit par le biais de tenues de scène extravagantes, dont certaines confinent au travestissement, ou bien au travers de chorégraphies virevoltantes.

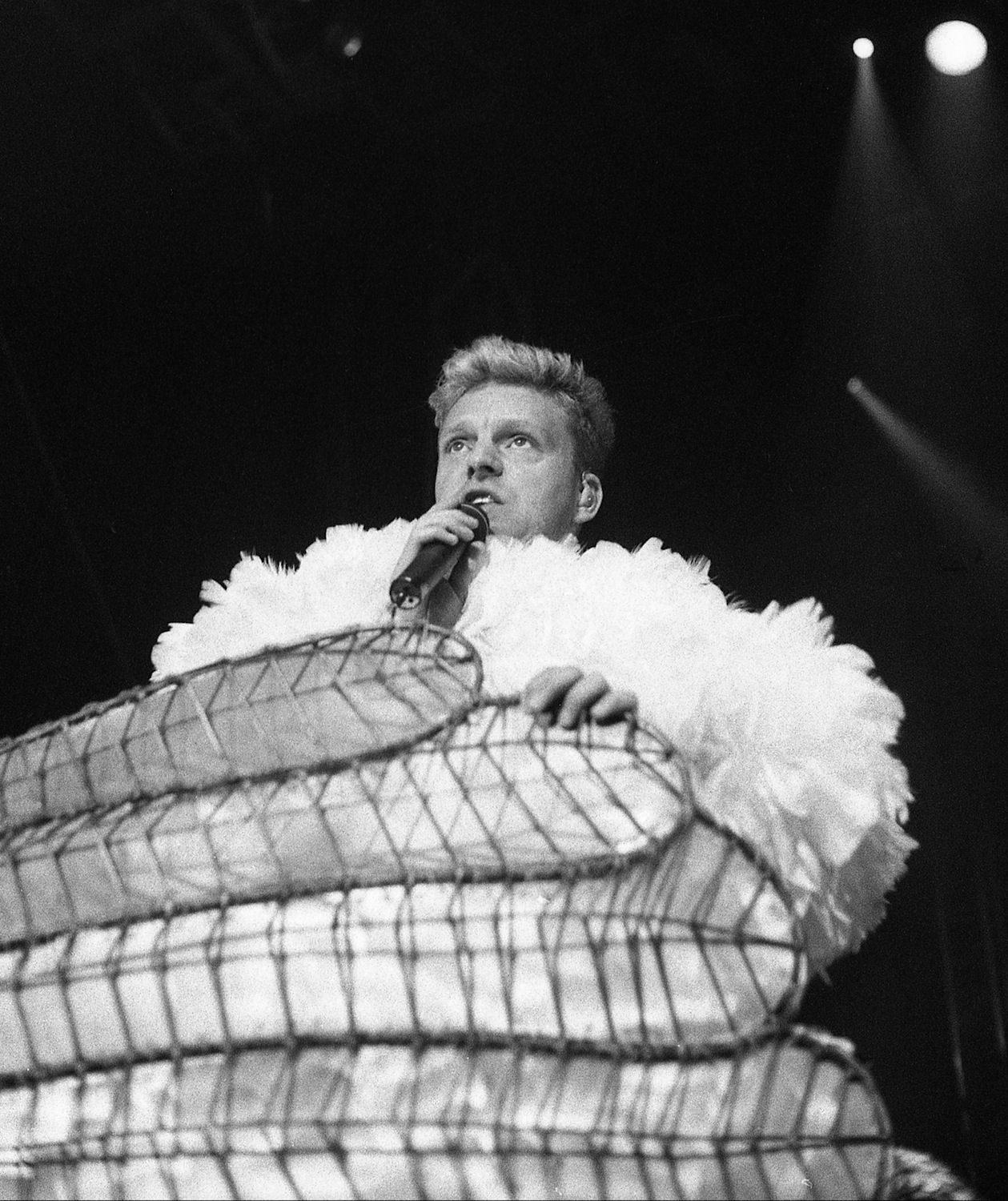
Andy Bell lors d'un concert d'Erasure à Magdebourg (Allemagne), le 8 septembre 1992.

En 1989, les tubes d'Erasure s'enchaînent depuis trois ans déjà et Andy Bell devient millionnaire, ce qui lui permit de s'acheter une villa à Majorque, en Espagne, dans laquelle il réside toujours une partie de l'année depuis (sa résidence principale restera toutefois en Angleterre jusqu'au début des années 2010).

### Autres projets (depuis 1991)
Parallèlement à son activité au sein d'Erasure, Andy s'illustre dans quelques projets solo dont on retient notamment sa participation, en 1991, à l'opéra-rock mis en musique par Peter Hammill « The Fall Of The House Of Usher » (« La Chute de la Maison Usher », en français), dans lequel Andy Bell incarne Montresor, l'un des personnages principaux de cette pièce directement adaptée de la nouvelle fantastique « La Chute de la maison Usher » d'Edgar Allan Poe.
Au début des années 2000, la carrière d'Erasure connaît une crise avec l'échec commercial de l'album Loveboat (2000). Andy Bell met alors sa carrière musicale en suspens et se met à pratiquer le reiki, à la suite d'une rencontre avec un praticien. Il envisage ensuite un album solo de reprises mais ne trouve pas de musicien qui lui convienne. Il demande alors à Vince Clarke de collaborer avec lui sur ce qui devient finalement un album d'Erasure : Other People's Songs, fin janvier 2003.
Le 14 décembre 2004, Andy Bell révèle à la presse sa séropositivité, sur laquelle il est resté discret depuis son diagnostic, en 1998. Peu après, il rompt avec son compagnon de longue date, Paul Hickey, tout juste vingt ans après l'avoir rencontré.

Andy attend octobre 2005, marquant ses 20 ans de carrière en tant que chanteur d'Erasure, pour concrétiser un vieux rêve : sortir un véritable album solo. Coécrit avec Manhattan Clique, cet album d'electro-pop s'intitule Electric Blue et parut sur le label Sanctuary Records (Sony Music). Il est précédé du single Crazy. Claudia Brücken (ex-Propaganda) prête sa voix sur deux titres en duo avec le chanteur, et Jake Shears (Scissor Sisters) sur un autre titre.

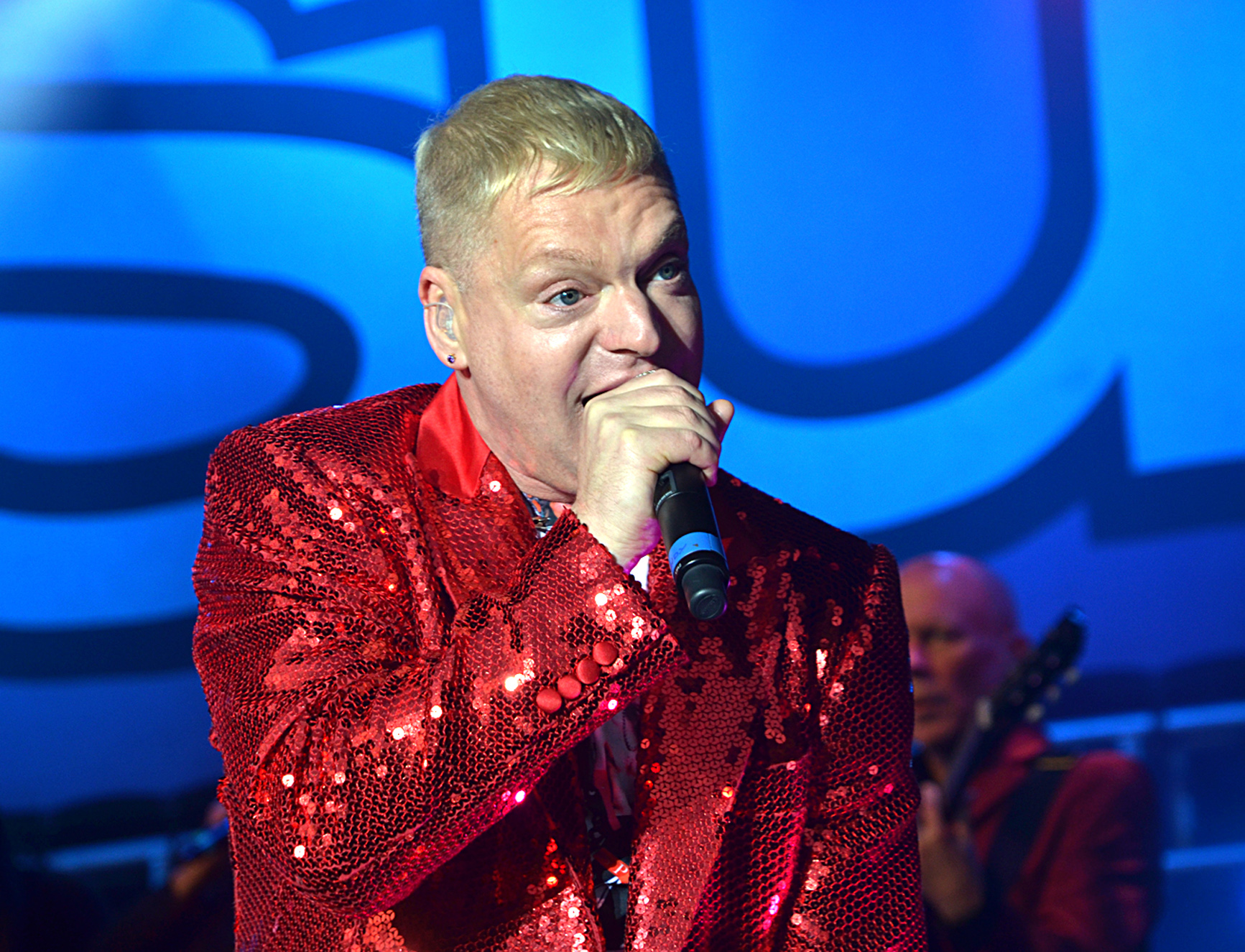
Andy Bell sur scène, à l'occasion d'un concert d'Erasure le 1er juillet 2011.

Après deux ans de préparation, Andy Bell sort son deuxième album solo intitulé Non-Stop le 7 juin 2010. Il s'agit essentiellement d'un album de dance, façonné pour les discothèques. Selon ses propres paroles, Andy Bell souhaite continuer à mener cette carrière solo, en parallèle à son rôle de chanteur d'Erasure.
En juin 2011, en parallèle à la tournée d'Erasure, Andy Bell participe à un show de téléréalité sur la chaîne britannique ITV dans lequel il est l'un des huit candidats de l'émission Popstar to Operastar. Il a pour concurrents Midge Ure, Melody Thornton des Pussycat Dolls, Joe Washbourne de Toploader, Cheryl Baker de Bucks Fizz, Joe McElderry, Jocelyn Brown et Claire Richards. Il se fait éliminer à l'issue de sa quatrième semaine de participation : le dimanche 26 juin 2011, le jury lui reproche d'oublier certaines paroles des morceaux qu'on lui demande d'apprendre et de ne pas s'entraîner suffisamment. À sa décharge, il était alors en pleine tournée avec Erasure.
Le 11 avril 2012, Andy Bell perd son manager et ancien compagnon Paul Hickey, alors âgé de 62 ans, des suites de complications d'une attaque cérébrale survenue en 2000.
En juillet 2012, Andy Bell vend sa grande propriété du Nord de Londres pour près de 4 millions de Livres et part s'installer aux États-Unis (comme l'avait fait Vince Clarke en 2003) à Tampa,, en Floride. Il garde néanmoins sa résidence espagnole à Majorque, ainsi qu'un appartement à Londres.
Le 3 janvier 2013, Andy Bell contracte une union civile avec son nouveau compagnon, Stephen Moss.
Le 12 mai 2014, Andy Bell sort son troisième album solo, iPop.
Durant le mois d'août 2015, Andy Bell effectue une petite tournée Sud-américaine en solo durant laquelle il interprète essentiellement des chansons du répertoire d'Erasure entrecoupées de quelques chansons de ses albums solo.
Entre 2017 et 2022, il sort trois nouveaux albums avec Erasure.

## Discographie

### Erasure
- Wonderland (1986)
- The Circus (1987)
- The Innocents (1988)
- Wild! (1989)
- Chorus (1991)
- I Say I Say I Say (1994)
- Erasure (1995)
- Cowboy (1997)
- Loveboat (2000)
- Other People's Songs (2003)
- Nightbird (2005)

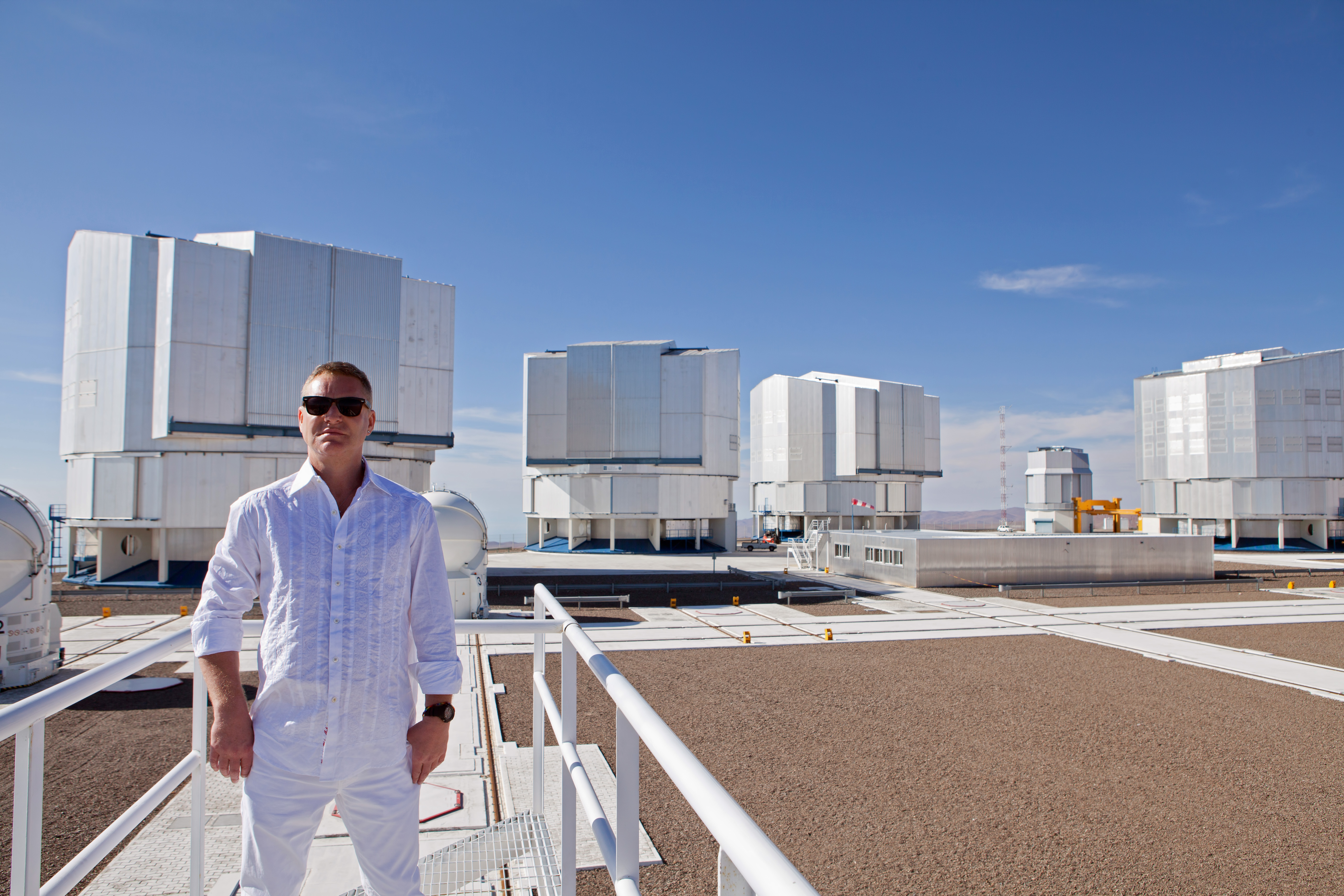
Andy Bell devant le télescope de l'Observatoire du Cerro Paranal pour la réalisation d'un vidéo-clip d'Erasure (Fill us with Fire) célébrant les 50 ans de l'ESO, février 2012).

- Light at the End of the World (2007)
- Tomorrow's World (2011)
- Snow Globe (2013)
- The Violet Flame (2014)
- World Be Gone (2017)
- The Neon (2020)
- Day-Glo (Based on a True Story) (2022)

### En solo
- Electric Blue (2005)
- Non-Stop (2010)
- Torsten the Bareback Saint (2014) / Variance: The "Torsten the Bareback Saint" Remixes (2015) (Compilation)
- Torsten the Beautiful Libertine (2016) / Variance II: The "Torsten The Beautiful Libertine" Remixes (2016) (Compilation)
- Torsten in Queereteria (2019) / Variance III: The "Torsten In Queereteria" Remixes (2019) (Compilation)
- Ten Crowns (2025)

### Collaborations
avec Shelter
- iPop (2014)